# San Pietro di Feletto
San Pietro di Feletto – miejscowość i gmina we Włoszech, w regionie Wenecja Euganejska, w prowincji Treviso.
Według danych na rok 2004 gminę zamieszkiwało 4878 osób, 256,7 os./km².